# Stazione di Savigliano
Stazione di Savigliano vasútállomás Olaszországban, Savigliano településen.

## Vasútvonalak
Az állomást az alábbi vasútvonalak érintik:
- Torino-Fossano-Savona-vasútvonal
- Savigliano–Saluzzo–Cuneo-vasútvonal

## Kapcsolódó állomások
A vasútállomáshoz az alábbi állomások vannak a legközelebb:
- Stazione di Cavallermaggiore (Torino-Fossano-Savona-vasútvonal)
- Stazione di Fossano (Torino-Fossano-Savona-vasútvonal)
- Madonna delle Grazie railway stop (Savigliano–Saluzzo–Cuneo-vasútvonal)
- Stazione di Fossano (Stazione di Fossano, Line SFM7)
- Stazione di Cavallermaggiore (Stazione di Ciriè, Line SFM7)